# جيم إدواردز (سياسي)
جيم إدواردز (بالإنجليزية: James Henry Edwards)‏ هو ناشط سياسي وسياسي نيوزلندي، ولد في 19 فبراير 1892، وتوفي في 29 مارس 1952.